# Tyler Harris
Pour les articles homonymes, voir Tyler et Harris.
Tyler Harris, né le 1er septembre 1993 à Dix Hills, New York, est un joueur américain de basket-ball. Il évolue au poste d'ailier fort.

## Biographie

### Carrière universitaire
Il commence son cursus universitaire en 2011 à l'université d'État de Caroline du Nord où il joue pour le Wolfpack.
Puis, il choisit de partir au Providence College où il joue, à partir de la saison 2013-2014 pour les Friars. Il doit rester sur le banc durant la saison 2012-2013 en raison de son transfert d'université.
Pour sa dernière année universitaire, il part à l'université d'Auburn où il joue pour les Tigers entre 2015 et 2016.

### Carrière professionnelle
Le 23 juin 2016, lors de la draft 2016 de la NBA, automatiquement éligible, il n'est pas sélectionné.
Le 22 juillet 2016, il signe son premier contrat professionnel en France au Paris-Levallois Basket.

## Statistiques

### Universitaires
Les statistiques en matchs universitaires de Tyler Harris sont les suivantes :
| Saison    | Équipe               | Matchs | Titul. | Min./m | % Tir | % 3pts | % LF | Rbds/m. | Pass/m. | Int/m. | Ctr/m. | Pts/m. |
| --------- | -------------------- | ------ | ------ | ------ | ----- | ------ | ---- | ------- | ------- | ------ | ------ | ------ |
| 2011-2012 | North Carolina State | 19     | 3      | 7,2    | 36,1  | 40,0   | 70,0 | 1,26    | 0,42    | 0,11   | 0,00   | 1,84   |
| 2013-2014 | Providence           | 35     | 35     | 32,2   | 43,3  | 32,2   | 83,9 | 5,11    | 1,40    | 0,97   | 0,71   | 11,57  |
| 2014-2015 | Providence           | 34     | 12     | 26,7   | 42,1  | 28,6   | 73,4 | 4,03    | 1,00    | 0,88   | 0,21   | 9,94   |
| 2015-2016 | Auburn               | 30     | 29     | 28,4   | 45,3  | 25,0   | 65,5 | 7,67    | 1,33    | 0,70   | 0,47   | 13,93  |
| Total     |                      | 118    | 79     | 25,6   | 43,4  | 29,8   | 72,8 | 4,83    | 1,11    | 0,74   | 0,39   | 10,14  |

## Vie privée
Harris est le frère cadet de Tobias Harris et le cousin de Channing Frye qui évoluent en NBA.